# Habib Bourguiba
Habib Bourguiba (arabă الحبيب بورقيبة Ḥabīb Būrgība; 3 august 1903 -  d. 6 aprilie 2000) a fost un politician tunisian, primul președinte al Tunisiei între 1957 și 1987.
A studiat dreptul în Franța devenind avocat, după care s-a întors în Tunisia pentru a lupta împotriva forțelor coloniale franceze, reușind să devină președintele Tunisiei.

## Copilăria și adolescența
S-a născut la data de 3 august 1903 la Monastir deși acesta a declarat ca s-a născut cu un an mai devreme, în data de 3 august 1902. El este fiul lui Ali Bourbuiba și al Fatouma Khefecha. La vremea aceea mama sa avea 40 de ani, iar tatăl 53 de ani. Bourguiba a fost al optulea și ultimul copil al acestei familii.
În ciuda situației financiare nu tocmai bună, tatăl său, Ali Bourguiba, a acordat o importanță deosebită educației copiilor lui. După ce a trăit o bună vreme la țară (aproape 19 ani), tatăl său a decis să se înroleze în armată. La vârsta de 53 de ani a devenit consilier municipal, alături de alte personalități ale orașului, fapt ce i-a permis să ofere o educație modernă fiilor lui, în special lui Habib Bourguiba. 
Habib Bourguiba a crescut într-un mediu feminin (alături de mama, surorile sale și bunica sa căci frații săi trăiau în Tunis, iar tatăl său era bătrân. Pentru că a trăit alături de femeile casei, el a asistat la treburile gospodărești, văzând astfel inegalitatea femeilor în fața bărbaților. La vârsta de 5 ani, în 1907, el pleacă de la Monastir la Tunis cu un tren pentru a se înscrie la Collége Sadiki. Aici este catalogat drept un elev turbulent, dar care este interesat să studieze. Vacanțele și le petrece la Monastir, tot în mijlocul familiei, printre tăvile cu baclava sau muncind pe plantația de măslini a unchiului său Hamida. La Tunis este marcat de lupta împotriva protectoratului francez și de apariția mișcării naționale condusă de Ali Bach Hamba. Moartea mamei sale în noiembrie 1913 l-a marcat profund.
După izbucnirea Primului Război Mondial în 1914, Bourguiba pleacă din casa fratelui său și se mută la Collége Sadiki. Traversează o perioadă de restricții bugetare. În cadrul colegiului apar proteste ale studenților, iar el se alătură acestora. Deprinde arta scrisului de la unul din profesorii săi, studiind literatura franceza și indirect arabă, dar nu obține rezultate satisfăcătoare. Astfel, Bourguiba nu a reușit să obțină brevetul pentru limba arabă în 1917, brevet care l-ar fi ajutat să ocupe o funcție în administrație. Cu toate acestea, directorul colegiului îi permite să repete anul între 1919-1920, dar datorită iernii grele și hranei proaste, sănătatea sa se deteriorează și este nevoit să petreacă mult timp prin spitale, părăsind astfel colegiul.Pentru a se recupera, el pleacă împreună cu fratele său Mohamed la Kef, mutându-se în casa acestuia. Aici a stat timp de 21 de luni acolo, această perioadă constituind un punct de cotitură major în viața sa. În această perioadă, el este interesat de ideea de naționalism și dorește să-și continue școala pentru a putea ajunge în Franța să studieze dreptul și pentru a putea să lupte împotriva puterii coloniale. După ce își ia bacalaureatul în 1924 la liceul Carnot, el obține o bursă pentru a studia la Paris.

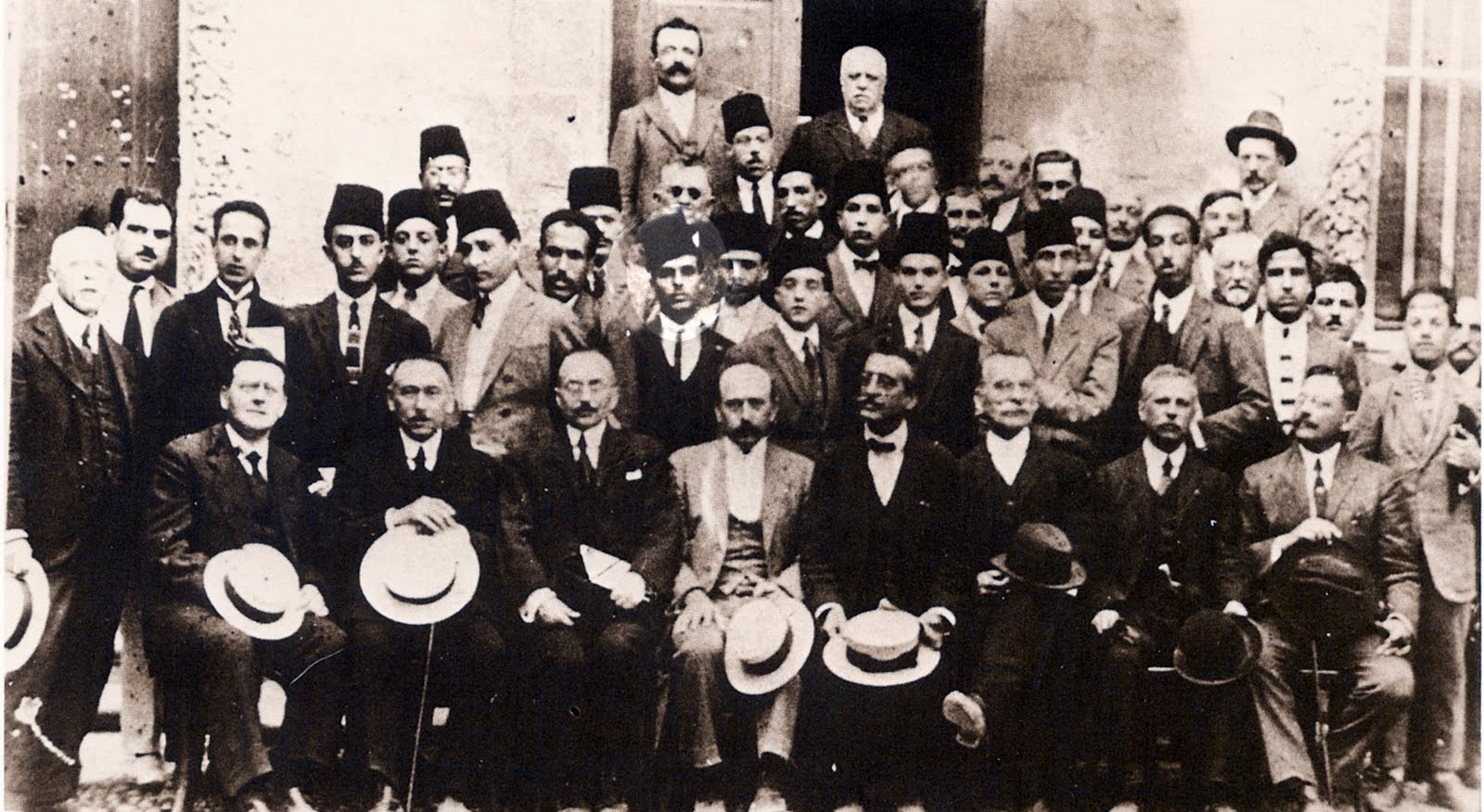

## Anii de studenție la Paris
Ajuns la Paris cu o bursă de 1800 de franci și cu promisiunea fratelui său, Mohamed, de a-i plăti câte 50 de franci pe lună pentru chirie, Bourguiba se înscrie la Facultatea de Drept din Paris și în același timp intră la Sorbona pentru a studia psihologia și literatura. Se dedică studiului legii și civilizației franceze și în același timp el participă frecvent la dezbateri politice, citește ziarele și urmărește evoluția politică din a Treia Republică, se opune bolșevismului și este interesat de politica dusă de Gandhi. El este un mare admirator al camaradului său Mahmoud El Materi.
În 1925, neliniștit de Mișcarea Naționalistă din țara sa, a revenit la Paris după ce și-a petrecut vacanța în Tunisia și s-a înscris la École Libre des Sciences Politiques, unde a urmat cursuri de finanțe publice, fiind în acest timp susținut financiar de către un profesor francez din Monastir care se convertise la islam. 
Tot în această perioadă o cunoaște pe Mathilde Lefras, o văduvă de 35 de ani cu care avea să se căsătorească și cu care a avut un fiu numit Jean Habib. În septembrie 1926 tatăl său moare. Reușește să obțină diploma în drept și pe cea în studii politice de la École Libre des Sciences Politiques.

## Cariera profesională și politică
În 1927, la vârsta de 26 de ani, Bourguiba va reveni în țara sa, împreună cu Mathilde și fiul lor, unde a avut loc căsătoria acestora, avându-l ca martor pe Mahmoud Laribi. Această căsătorie a fost respinsă de rudele acestuia, atât din cauza faptului că Mathilde era mai vârstă decât el, cât și din cauză că el trebuia să se însoare cu verișoara lui, Zouiten. El va sta în casa prietenului său la Kram. Bourguiba va practica avocatura și timp de trei ani își face stagiul la un alt avocat profesionist. În afară de avocatură are și alte activități, de exemplu practică jurnalismul, el scriind în ziarele naționaliste tunisiene.
În 1931 s-a înscris în partidul Destour (în arabă Dustur înseamnă „Constituție”) care are o orientare independentă, principalul partid al mișcării naționale tunisiene, împreună cu fratele său Mohamed și tovarășii săi Bahri Guiga, Tahar Sfar și Mahmoud El Materi.
Poziția lui Bourguiba l-a făcut să-și câștige popularitatea în cercurile naționaliste. În 12-13 mai la Tunis a avut loc Congresul Destur, care se încheie în favoarea grupului de acțiune tunisian. Această poziție nu este pe placul autorităților franceze care decid să suspende în data de 31 mai zece ziare tunisiene naționaliste printre care și ziarul „Acțiunea tunisiană” și care interzic mișcarea Destour. 
La 9 septembrie Bourguida decide să demisioneze din partidul Destour, fiind urmat la scurt timp de către prietenii săi. A pus bazele unui nou partid Neo Destour care are ca și ideologie eliberarea țării și recâștigarea demnității afectate de protectoratul francez sub care au stat o jumătate de secol. Néo-Destour se confrunta cu o mare opoziție din partea lui Peyrouton care, deși la început sprijină această inițiativă pentru a slăbi mișcarea națională, se delimitează apoi din cauza noii metode de comunicare și a cererilor pe care le avea Néo-Destour. Toate aceste cerințe provocă un conflict între guvernul francez și mișcarea naționalistă, mai ales că oficialii de partid întreprind o acțiune majoră în întreaga țară pentru a crește gradul de conștientizare al mesajului și ca urmare Peyrouton a interzis toate ziarele de stânga încă publicate, inclusiv Tunisia socialistă și franceză L'Humanité și Le Populaire, la data de 1 septembrie 1934. La 3 septembrie, au fost organizate raiduri împotriva liderilor principalelor partide politice ale țării, printre care Destour și Partidul Comunist Tunisian. Bourguiba este arestat și trimis la Kebili, în partea de sud. Între timp sunt arestați și principalii lideri stârnind nemulțumirea populației.  
Arestat de multe ori și exilat de autoritățile protectoratului cez, Bourguiba  alege să negocieze cu a patra republică. În februarie 1956, pentru a convinge autoritățile franceze reticente să înceapă negocierile în vederea realizării independenței complete a Tunisiei, Bourguiba merge la Paris. La 20 martie 1956, în Quai d'Orsay, ministrul francez de externe Christian Pineau a declarat că „Franța recunoaște în mod solemn independența Tunisiei“. Cu toate acestea, Franța menține o bază militară în Bizerte timp de mai mulți ani. 
La 8 aprilie Bourguiba va fi ales prim–ministru și își prezintă raportul pentru țară. El a spus: „Nu putem să uităm că suntem arabi, suntem înrădăcinați în civilizația islamică, la fel cum nu putem neglija faptul de a trăi în a doua jumătate a secolului al XX-lea. Dorim să participe la marșul civilizației și să avem loc în inima epocii noastre.”
La 17 aprilie se vor pune bazele suveranității țării și se pun bazele unor politici îndrăznețe pentru a elibera economia de stagnarea în care se află. 
La 25 iulie 1957 a proclamat Tunisia ca Republică și a devenit primul președinte al acesteia. Printre prioritățile sale figurează dezvoltarea învățământului, reducerea inegalităților dintre femei și bărbați, dezvoltarea economică și o politică externă echilibrată care face din Tunisia o excepție în rândul țărilor arabe.  
Spre sfârșitul președinției sale, starea sa de sănătate devine din ce în ce mai precară. Pe 6 noiembrie 1987, la inițiativa lui Zine El Abidine Ben Ali, un grup de șapte medici tunisieni semnează un raport medical care atestă incapacitatea mentală a președintelui. La 7 noiembrie Bourguiba va fi destituit din funcție. Ultimii ani de viață îi petrece la Monastir. A murit la 6 august 2000.